# Збиття американських літаків у Югославії (1946)
Збиття американських літаків 1946 року (серб. Обарање америчких авиона 1946.) — один із ранніх інцидентів Холодної війни, що трапився у серпні 1946 року, коли Повітряні сили Югославії збили два американські літаки, які порушили повітряний простір Федеративної Народної Республіки Югославії над Народною Республікою Словенією. 
Після домовленості маршала Тіто і американського посла в Югославії Річарда Патерсона про виплату грошової компенсації родинам загиблих американських літунів напружену ситуацію вдалося владнати, а американці припинили польоти над Югославією. 

## Історія

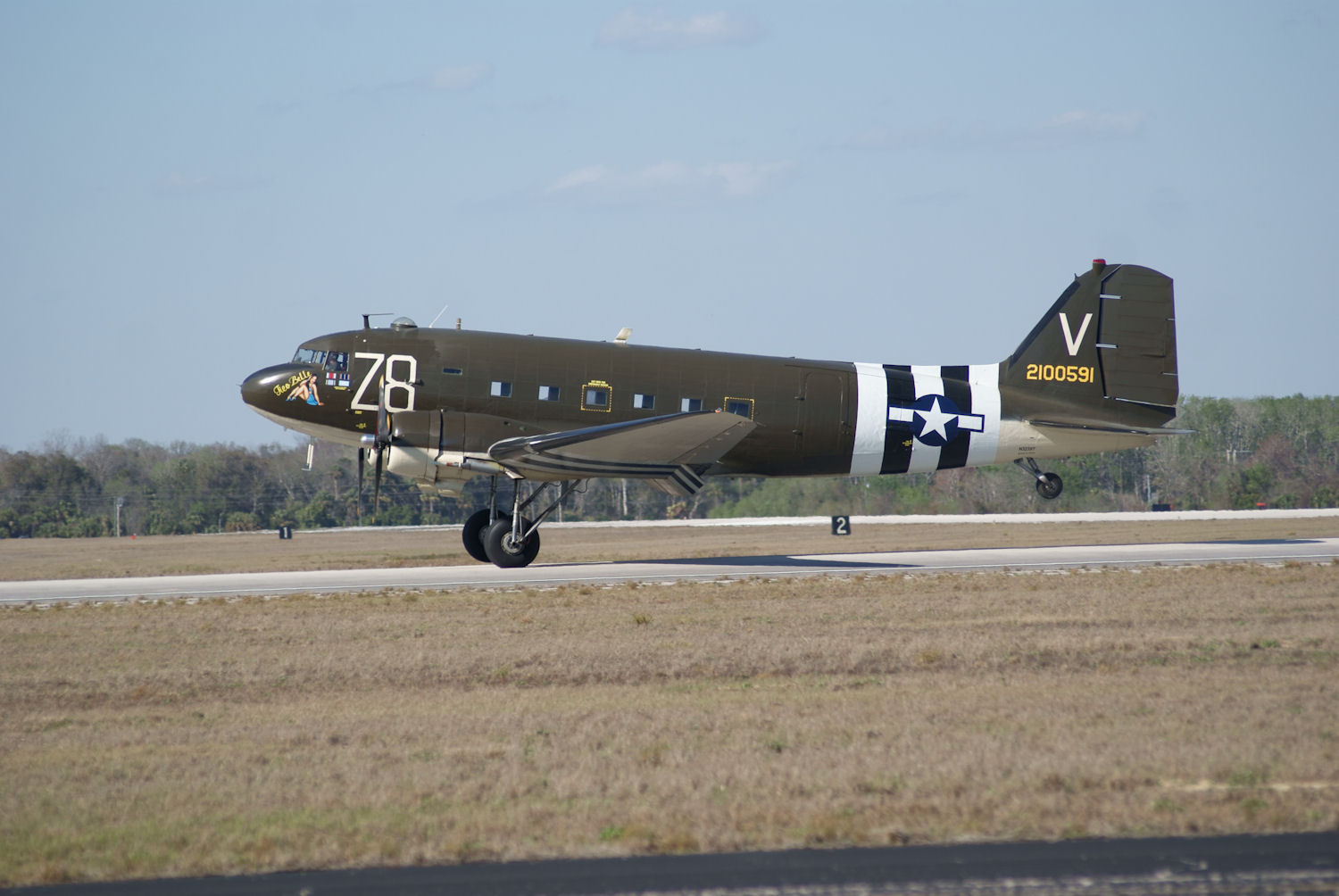
Літак типу «Дуглас C-47»

Після завершення Другої світової війни США тримали у Європі на територіях колишніх держав-учасниць Осі (Німеччини, Австрії та Італії) близько 200 000 своїх вояків. Матеріально-технічне постачання між своїми базами американці здійснювали літаками «Дуглас C-47 Скайтрейн». Їхні пілоти летіли найкоротшим шляхом між американськими базами в Італії та Австрії, що означало порушення повітряного простору Югославії. 

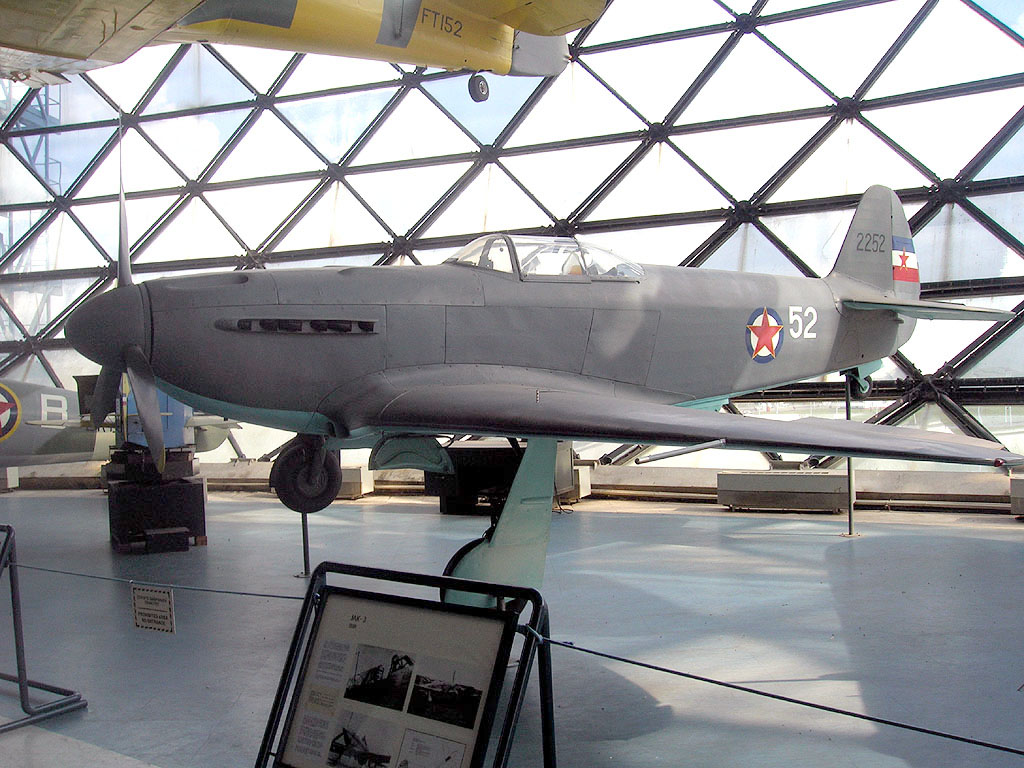
Літак Як-3 ВПС Югославії на виставці в Музеї авіації в Белграді.

Тим часом Югославська армія була оснащена сучасною радянською, британською та трофейною німецькою зброєю. На озброєнні югославської армії також перебував сучасний винищувач Як-3.
Відносини між США і Югославією були напруженими. Югославія підтримала комуністів у громадянській війні в Греції і залишила частину своєї армії в Албанії. Західні союзники не передали Югославії значну частину колаборантських сил (усташів, льотичівців і четників), а декого завербувала американська розвідка, щоб ті працювали на неї з метою зупинити експансію комунізму.
Американці проігнорували югославські протести і продовжили літати над Словенією. Тіто і югославське військове керівництво ухвалили рішення на початку серпня показати «англо-американцям», що Югославія серйозно налаштована не допустити подальших польотів, і що іноземні літаки будуть змушені завернути назад або будуть збиті, якщо проігнорують попередження. Для того 3 серпня з Нового Саду в Любляну було переведено 83-й винищувальний авіаполк зі складу 3-ї винищувальної дивізії.
9 серпня югославські винищувачі Як-3 вистежили американський «Дуглас C-47» і повідомили йому, щоб він слідував за ними поза межі повітряного простору Югославії. Американські літуни не відреагували на попередження винищувачів, тому ті отримали наказ стріляти попід американський літак. Попри це він все одно не відхилився від маршруту, тому югославські винищувачі дістали наказ його збити. Американському пілоту вдалося примусово посадити літак біля Краня. При цьому один член екіпажу та один капітан турецької армії, який перебував на облавку, дістали поранення. Турка доправили до лікарні, а трьох членів екіпажу та чотирьох пасажирів забрали на допит.
Через десять днів, 19 серпня, було збито ще один американський літак.